# Stay My Baby
"Stay My Baby" é uma canção pop composta por Max Martin (responsável pelos sucessos "I'm Not a Girl, Not Yet a Woman" de Britney Spears) e Tommy Tysper e Savan Kotecha (responsável por "Since U Been Gone" de Kelly Clarkson). A canção foi gravada e lançada pela cantora pop sueca Amy Diamond em 2007 e, posteriormente, regravada pela cantora pop norte-americana Miranda Cosgrove para a trilha sonora da série iCarly.

## Versão de Amy Diamond
"Stay My Baby" é um single da cantora pop sueca Amy Diamond lançado como terceiro single oficial de seu álbum Music in Motion em 21 de novembro do mesmo ano. A canção alcançou a quarta posição no Swedish Singles Top 60, a parada oficial da Suécia. A canção também está presente na versão Gold Edition, uma edição relançada do álbum, onde trouxe além da versão normal, um remix e seu videoclipe.

### Videoclipe
O videoclipe do single foi gravado na cidade de Estocolmo, capital da Suécia, lançado em 1 de dezembro de 2007. O video inicia em uma casa com moveis e paredes pretas, contrastando com detalhes rosa, onde Amy Diamond entra cantando pelo local que está extremamente iluminado, vestindo uma blusa preta e calça marrom. Uma espécie de fumaça colorida ronda a cantora levando-a para um outro local onde, no refrão, é mostrando dois cenários diferentes. No primeiro Amy está voando em um fundo preto onde fumaças vermelhas passam em sua volta, usando apenas um esvoaçante vestido em tons de rosa. No segundo local a cantora aparece de touca e cachecol, brincando entre folhas secas antes de retornar. Antes do último refrão da canção, ainda é mostrado Amy em um local esfumaçado local branco, finaziliando com a cantora de volta à casa do início.

### Posições
| Paradas (2007)           | Posições |
| ------------------------ | -------- |
| - Swedish Singles Top 60 | 4        |

## Versão de Miranda Cosgrove
"Stay My Baby" é o segundo single da atriz, cantora e compositora estadunidense, Miranda Cosgrove. O single foi lançado em 4 de Agosto de 2008 e alcançou a quadragésima posição no IFPI Chile. Apesar da pouca divulgação, a canção recebeu críticas mistas por parte da imprensa. Foi originalmente produzida para fazer parte da trilha sonora de iCarly como segundo single oficial, depois de "Leave It All To Me". A canção também esteve presente no primeiro EP de Cosgrove, com o nome de: About You Now numa versão remix.

### Composição e lançamento
A canção foi escrita por Max Martin, responsável pelos sucessos "I'm Not a Girl, Not Yet a Woman", "Oops!... I Did It Again" e "If U Seek Amy" de Britney Spears e "I Kissed a Girl" e "Hot n Cold" de Katy Perry. Incicialmente gravada pela cantora sueca Amy Diamond para o álbum Music In Motion, a canção era uma das preferidas de Cosgrove em 2007 e então a cantora pediu a Martin a oportunidade de gravar a canção.

### Recepção da Crítica
O site The Teen Scoop classificou a canção como a melhor da trilha sonora do seriado iCarly. Já segundo o Pop Nation, Miranda Cosgrove era sem graça e não chamava atenção como cantora da mesma forma com que chamava como a protagonista de iCarly, chamando ainda o cover de "About You Now" de desinteressante. O site ainda declarou:
| “ | Inicialmente eu não dei uma chance para ouvir algumas das canções do álbum. Entretanto ontem eu assisti acidentalmente o vídeo do single Stay My Baby e....Pois é... É aquele pop-rock que sôa igual à tantas (...) Sua voz é apenas típica e você pode notar que a mesma melodia repetitiva, como Fergie em "Clumsy". | ” |

### Lista de faixas
CD single
- Stay My Baby — 3:05
- Stay My Baby (Spider Remix) — 2:59

Remixes
- Stay My Baby (Jason Nevins Remix) — 2:26
- Stay My Baby (Techno Remix) — 3:48
- Stay My Baby (Jump Up Remix) — 3:07
- Stay My Baby ((Dj Alex Reggaeton Remix) — 3:14
- Stay My Baby (Reggaeton DJ Jhoan) — 3:03

### Videoclipe
O videoclipe do single foi gravado na cidade de Nova York, nos Estados Unidos, dirigido por Jesse Dylan e lançado em 1 de agosto de 2008.

#### Enredo
O video inicia em um estúdio de gravação, onde Miranda Cosgrove está compondo uma canção no teclado, usando uma blusa branca sobreposta a um colete preto, combinando com uma minissaia preta e tenis all star, enquanto um garoto entra no estúdio para arrumar os equipamentos. Durante o video a cantora e o rapaz trocam olhares, demonstrando interesse um pelo outro. Uma outra cena mostra a banda de Miranda chegando no estúdio, onde começam tocar a canção enquanto a cantora canta em um velho microfone o refrão. Em outras curtas cenas a cantora aparece sentada em um sofá, posterioramente no chão do estúdio e encostada em uma caixa de som, aparecendo ainda cenas externas onde pessoas entram andam por um jardim à caminho do estúdio, onde vão assistir a apresentação da cantora. Em uma última cena Miranda Cosgrove aparece conversando sozinha com o rapaz, sentados no chão do estúdio.

### Desempenho nas tabelas musicais

#### Paradas
| Paradas (2008)                                            | Posições |
| --------------------------------------------------------- | -------- |
| Chile - IFPI Chile                                        | 40       |
| Estados Unidos - Top Soundtrack Songs (iTunes Soundtrack) | 69       |